# In Punk We Rust
In Punk We Rust – album/split dwóch grup muzycznych: CF98 i Maypole. Wydawnictwo ukazało się w 2007 roku i zostało wydane metodą DIY. Split nosi także drugą, nieoficjalną nazwę One Split.
Wydawnictwo ukazało się na CD w nakładzie 1000 egzemplarzy i było w większości kolportowane jako dodatek do biletów na koncerty promocyjne.

## Lista utworów
1. CF98 – „Don’t Break Down” – 02:51
2. CF98 – „Hold It As It Shines” – 03:07
3. CF98 – „College Song” – 03:25
4. Maypole – „Catch Phrase” – 02:59
5. Maypole – „The World We Build” – 03:13
6. Maypole – „Story Of Your Life” – 02:56
7. Maypole – „Silence” – 03:21

## Twórcy

### CF98
- Krzysztof Kościelski – gitara basowa
- Aleksander Domagalski – gitara, sample
- Michał Stabrawa – perkusja
- Karolina Duszkiewicz – wokal

### Maypole
- Piotr Wieczorek – wokal, gitara
- Bartek Krowicki – gitara basowa, wokal
- Krzysztof Lipiński – gitara, wokal
- Adam Chmielewski – perkusja

## Realizacja

### CF98
- Kuba Popiela – rejestracja
- Szymon Piotrowski – mix i mastering

### Maypole
- Studio Sophiria – mix, mastering